# Pomorska Mielizna
Pomorska Mielizna – mielizna Zalewu Szczecińskiego w jego wschodniej części, przy półwyspie Śmiecka Kępa, nad brzegiem Równiny Goleniowskiej. Płycizna rozciąga się od lądu w kierunku północnym do Wolińskiej Mielizny, z którą zamyka  Zatokę Skoszewską. Pomorska Mielizna ma od 1 do 2,5 km szerokości.
W rejonie tym występuje segmentacja zalewu, gdzie półwysep Rów od północy i Śmiecka Kępa od południa dążą do zamknięcia Zatoki Skoszewskiej. 
Nazwę Pomorska Mielizna wprowadzono urzędowo rozporządzeniem w 1949 roku, zastępując poprzednią niemiecką nazwę mielizny – Pommersche Schaar.